# Gymnázium Rožnov pod Radhoštěm
Gymnázium Rožnov pod Radhoštěm je všeobecně zaměřené čtyřleté a osmileté gymnázium, které se nachází na Koryčanských Pasekách v Rožnově pod Radhoštěm. Založeno bylo v roce 1956. Školu tvoří 8 tříd (1 třída na každý ročník) osmiletého studia a 8 tříd (2 třídy na každý ročník) čtyřletého studia.

## Historie
Rožnovské gymnázium vzniklo v roce 1956, kdy byla za velké účasti veřejnosti 1. a 2. září slavnostně otevřena nová budova. Během následujících dvou let došlo k následnému zdokonalení vybavení školy – vybudováno bylo nové hřiště a tělocvična a zmodernizovány byly také školní pomůcky a veškerý nábytek. Školní rok 1956/1957 byl zahájen se 676 žáky v celkem 20 třídách a s 30 členy učitelského sboru. První ředitelem gymnázia se až do roku 1962 stal Josef Rudolf Bílý. V březnu 1957 získala škola záštitu koncernového podniku TESLA. V roce 1991 přichází s nástupem ředitele Jaroslava Žáka rozvoj školy. Ta byla z původní budovy na Videčské ulici přesunuta do současné budovy na Koryčanských pasekách a o rok později bylo kromě čtyřletého studia zavedeno také studium šestileté, v roce 1995 přibyla také možnost osmiletého studia. Od roku 2001 má gymnázium studijní obory čtyřleté a osmileté.
Škola byla původně v letech 1956–1961 jedenáctiletou střední školou, později do roku 1970 střední všeobecně vzdělávací školou a od roku 1970 má statut gymnázia.

### Seznam ředitelů rožnovského gymnázia
| Období    | Jméno               |
| --------- | ------------------- |
| 1956–1962 | Josef Bílý          |
| 1962–1964 | Vladimír Pavloušek  |
| 1964–1970 | Jaroslav Petříček   |
| 1970–1989 | Božena Ryglová      |
| 1989–1991 | Břetislav Halamíček |
| 1991–1997 | Jaroslav Žák        |
| 1997–2008 | Marie Hejtmánková   |
| 2008–2023 | Alena Gallová       |
| 2023–     | Jaroslav Knesl      |

## Současnost
V současnosti je Gymnázium Rožnov pod Radhoštěm otevřeno týmově podporovaným všem dostupným objektivním informacím, novým způsobům komunikace a jazykovým schopnostem. To vše spolu s dobrými vědomostmi a vynikající pověstí připravuje žáky na budoucí vysokoškolské vzdělání.
Kromě předmětů všeobecného zaměření (geologie, biologie, dějepis, matematika, fyzika a další) je zde možno studovat kromě češtiny dalších 6 světových jazyků (angličtina, francouzština, němčina, španělština, ruština a latina). Škola také vede několik vzdělávacích seminářů a existuje zde mnoho specializovaných učeben.
Od roku 2023 je ředitelem školy Jaroslav Knesl.

## Aktivity
Gymnázium v Rožnově nabízí každoročně výměnné pobyty s německými studenty, zájezdy do Německa, Rakouska, Polska, Velké Británie, Ruska, Pobaltských států a také středomořských států a států západní Asie. Škola je součástí projektu Adopce na dálku, vydává svůj vlastní studentský zpravodaj Gústav, kroužek myslivců a mladých ochranářů přírody, kroužek paličkování, klub deskových her a další.

### Divadlo
Divadelní soubor Gymnázia Rožnov pod Radhoštěm vznikl v roce 1991 pod vedením Milana Hambálka a během své existence sehrál představení nejen na Rožnovsku, ale také např. v Ostravě, Pardubicích nebo Žilině. Mezi nejzdařilejší inscenace souboru patří např. Planeta Zurangor, Krásná Helena, Filosofská historie, Krysař, Tři mušketýři, Černošský pánbůh, Cyrano, Maryša a mnoho dalších.
V současnosti divadelní soubor řídí Jakub Němec a Jiří Mlnařík, zdejší učitelé jenž uvedli s divadelním sborem řadu úspěšných inscenací mezi které patří např. Limonádový Joe aneb Koňská opera, Poprask na laguně, Lakomec a další.

### Sbor

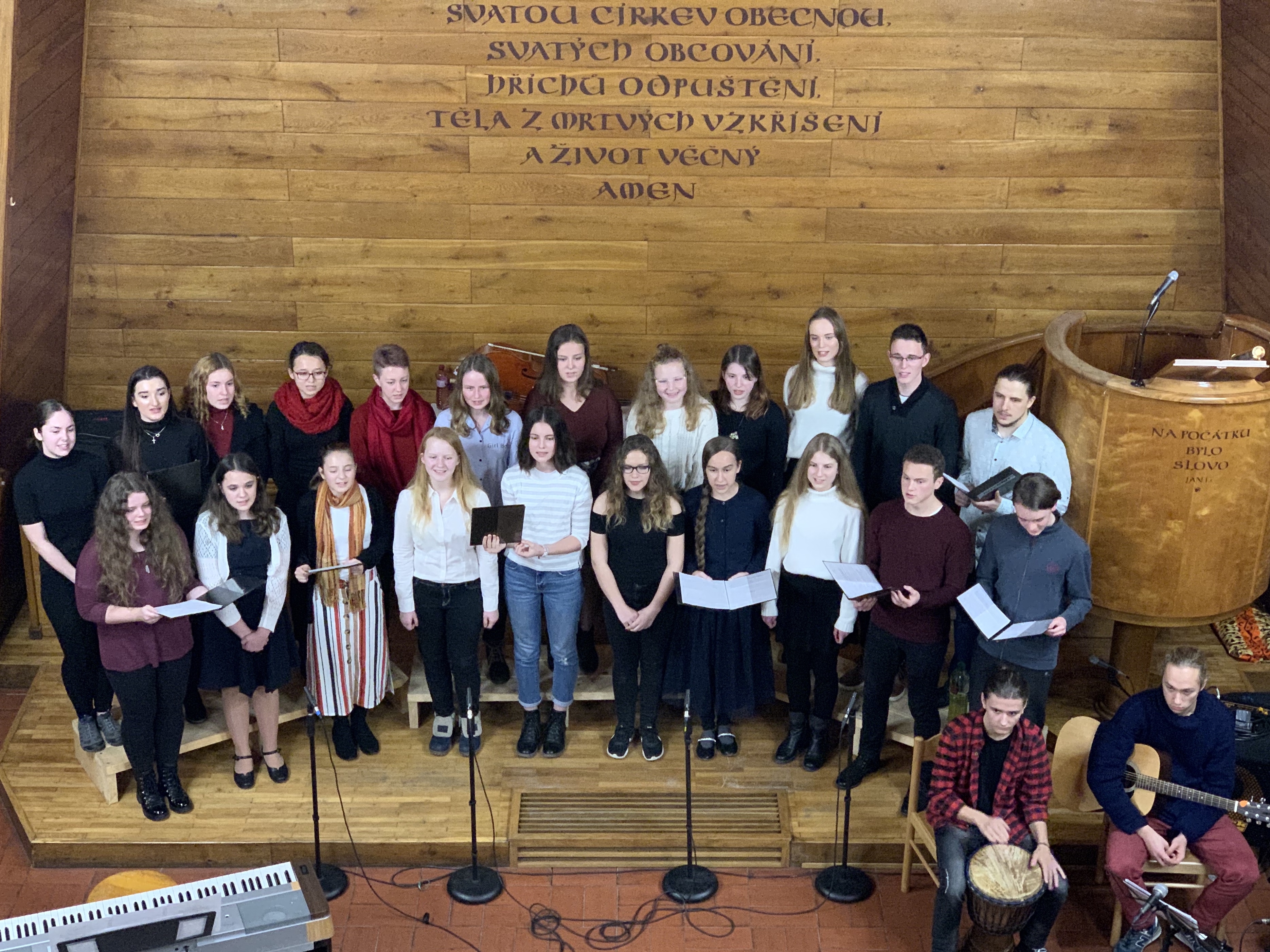
Pěvecký sbor Juventus na svém vánočním koncertě v Evangelickém kostele v Rožnově. 19. 12. 2019. Sbormistryně: Mgr. Kateřina Turzová

Smíšený pěvecký sbor Juventus s tradicí přes více než 30 let je bezpochyby nejdůležitější a nejvýznamnější aktivitou Gymnázia Rožnov pod Radhoštěm. Vznikl v roce 1980 pod vedením Marie Grygarové a svého "zlatého věku" dosáhl na konci 90. let, kdy měl přes 60 členů.
Sbor se pravidelně účastní příležitostných vystoupení, společných i samostatných koncertů a velice známá je také jeho účast na přehlídkách a festivalech pěveckých sborů. Několikrát navštívil celostátní kolo gymnaziálních sborů Gymnasia cantat v Brně a již třikrát se zúčastnil mezinárodního pěveckého festivalu v Paříži.
Nejoblíbenějším počinem sboru Juventus je však jeho každoročně pořádaný vánoční koncert, situovaný většinou do kostela Všech svatých či do evangelického kostela v Rožnově, kterého se účastní nejen současní, ale i bývalí členové a široká škála veřejnosti. Juventus se může chlubit originálním repertoárem i rozdělením zpěváků na 4 hlasy (soprán, alt, tenor a bas). V roce 2011 měl sbor 24 členů, nyní má asi 30 členů.
Současnou sbormistryní Juventusu je Mgr. Kateřina Turzová.

### Psaní na klávesnici
Rožnovské gymnázium vyučuje formou kroužku psaní na klávesnici všemi deseti. Pro tento účel využívá škola programovanou výuku ZAV, jejímž autorem je vicemistr světa v psaní na stroji Jaroslav Zaviačič. Díky individuální e-learningové formě může probíhat výukový proces jak ze školy, tak také z domova dle časových možností žáků.
Nejlepší žáci v psaní na klávesnici se účastní soutěží na regionální, celostátní i mezinárodní úrovni, z nichž část je pořádaná prezenčně a část online. Škola dlouhodobě obsazuje přední místa na všech úrovních soutěží v psaní na klávesnici, resp. záznamu a zpracování textů, kam se kromě psaní na klávesnici řadí i další disciplíny, například Wordprocessing.
Podobně jako v minulých letech mělo rožnovské gymnázium své zástupce na mistrovství světa ve zpracování textů INTERSTENO 2019 v italském Cagliari. Žáci dosáhli vynikajících výsledků a přivezli domů celkem 19 medailí a několik titulů mistra světa ve zpracování textů. Gymnázium Rožnov pod Radhoštěm se stalo nejúspěšnější školou celého šampionátu.